# Nádgubacslégy

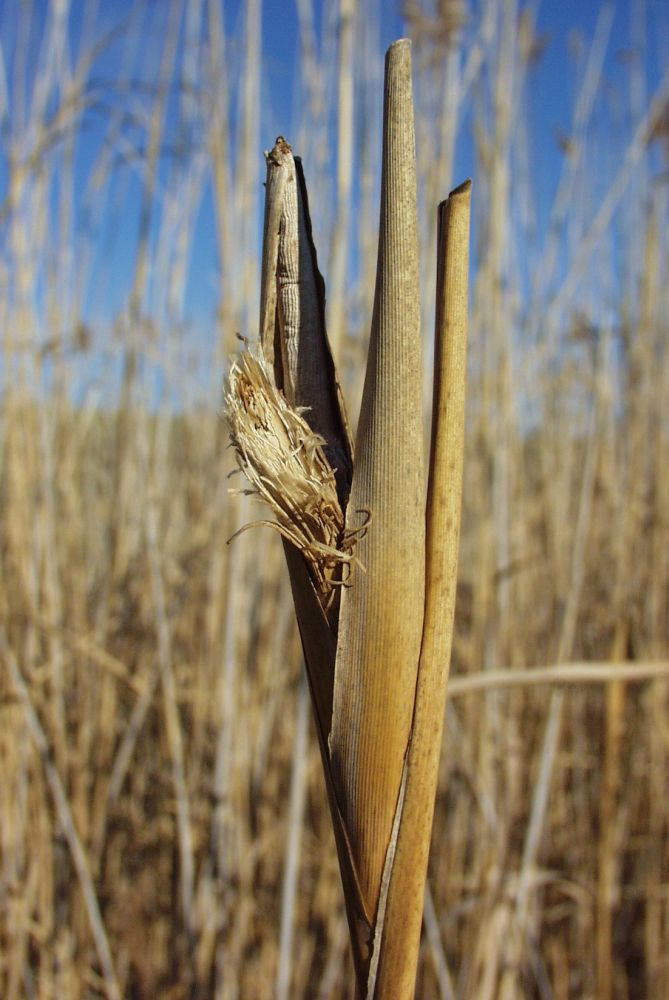
A Lipara lucens nádgubacslégy gubacsa

Az nádgubacslégy (Lipara lucens) a rovarok (Insecta) osztályának a kétszárnyúak (Diptera) rendjébe, ezen belül a légyalkatúak (Brachycera) alrendjébe és a gabonalégyfélék (Chloropidae) családjába tartozó faj.

## Élőhely, elterjedés
Nádasokban él. Európa nagy részén előfordul, de Észak-Amerikába is behurcolták.

## Megjelenése
8–12 mm.Teste zömök, fekete szárnya viszonylag rövid, a legnagyobb termetű gabonalégyfaj.A kb. 180 hazai, a gabonalegyekhez (Chloropidae) tartozó faj némelyikénél erősen csökevényesek a szárnyak. A nádlégy tetemes károkat okozhat a nádon.

## Szaporodás
A nőstény a nád tenyészőcsúcsába rakja petéit, nádszálanként egyet. A fejlődő lárva változó méretű gubacsot hoz létre, a tenyészőcsúcs így egy 25 cm hosszú és mintegy 1,5 cm vastag szivarrá duzzad. A lárva ebben bábozódik be és telel át.